# یاگیو مونه‌نوری

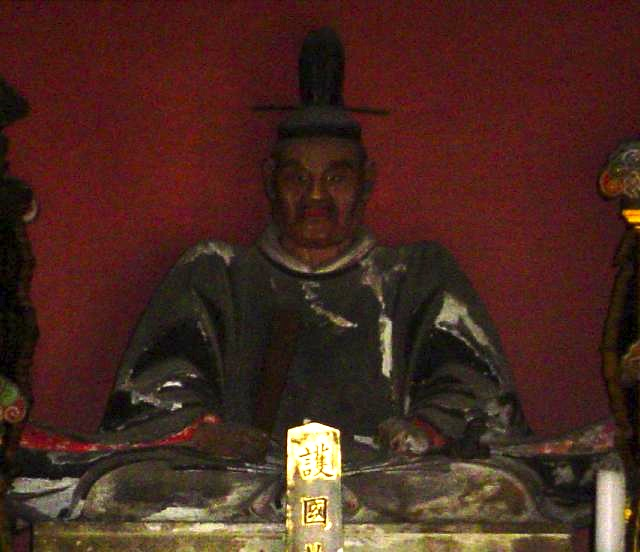

یاگیو مونه‌نوری (به ژاپنی: 柳生 宗矩 Yagyū Munenori) ( ۱۵۷۱ – ۱۱ مه ۱۶۴۶) یک استاد شمشیرزن در دوره موروماچی و اوایل دوره ادو بود. او ابداع کنندهٔ سبک شمشیرزنی یاگیو شینکاگه-ریو بود. او این سبک را از پدرش فراگرفته بود. این سبک شمشیرزنی یکی از دو سبک رسمی شمشیرزنی در دوره شوگون‌سالاری توکوگاوا بود. سبک دیگر شمشیرزنی رسمی ایتو-ریو نام داشت. او پسر یاگیو مونه‌توشی و عموی یاگیو توشیتوشی بود.